# Esther Kamatari

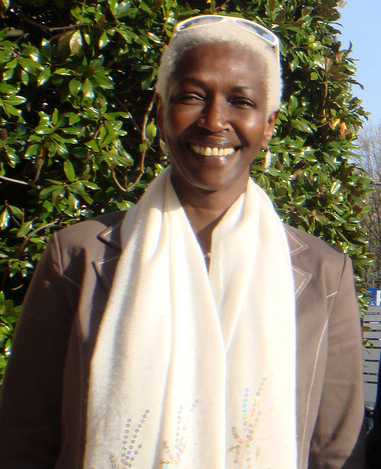
Esther Kamatari

Esther Kamatari (1951) is een Burundees prinses, schrijfster en topmodel.
Kamatari groeide op in Burundi, als lid van de koninklijke familie. Een aantal jaren nadat het land in 1962 onafhankelijk werd van België, werd de koning in een militaire coup afgezet en de monarchie afgeschaft. Het land viel hierna uiteen. Kamatari vluchtte naar Parijs en werd het eerste zwarte fotomodel in de internationale modewereld. Ze beëindigde haar carrière als topmodel zelf. Ze kon de situatie in haar geboorteland niet loslaten.
Kamatari zette zich in de jaren negentig onder andere in voor weeskinderen die het slachtoffer geworden zijn van de burgeroorlogen in haar geboorteland Burundi. In dit land groeide ze uit tot het symbool van de humanitaire hulpverlening. In 2005 stelde ze zich verkiesbaar voor de presidentverkiezingen in haar geboorteland Burundi.